# روبرت برازياك
كان روبرت برازياك (13 مارس 1909- 6 فبراير 1945) أديبًا وصحفيًا فرنسيًا. كان برازياك محرر صحيفة جو سوي بارتو، وهي صحيفة قومية ناصرت الحركات الفاشية ودعمت جاك دوريو. بعد تحرير فرنسا في 1944، أُعدم عقب محاكمة ورفض شارل ديغول منحه عفوًا. أُعدم برازياك لدعوته إلى التعاون خلال الحرب العالمية الثانية والشجب والتحريض على القتل. ما يزال الإعدام محل بعض الجدل، لأن برازياك أُعدم «لجرائم فكرية»، لا لأعمال عسكرية أو سياسية.

## سيرته
وُلد روبرت برازياك في بربنية في 31 مارس 1909، وهو ابن الملازم آرتيميل برازياك، الذي خدم في الفوج الاستعماري للمارشال ليوتي في المغرب، ومارغريت برازياك، واسم عائلتها قبل الزواج ريدو. درس في المدرسة العليا نورمال، وكانت آنذاك مدرسة تابعة لجامعة باريس، ثم صار روائيًا وناقدًا أدبيًا للحركة الفرنسية الخاصة بشارل موراس. بعد أزمة 6 فبراير 1934 في ميدان الكونكورد، دعم برازياك الفاشية علنًا. يشترك عدة من أبطال أعماله الأدبية معه بسياسته، ولا سيما الشخصيتين الذكوريتين الرئيستين في الألوان السبعة (انظر أدناه).

### أديبًا
كتب برازياك في كلا نوعي الأعمال الخيالي وغير الخيالي. بينما تناولت أعماله الخيالية الحب والحياة والسياسة في عصره، تناولت أعماله الخيالية تشكيلة واسعة من الثيمات، تتراوح بين الدراما والشخصيات الأدبية العظيمة والأحداث العالمية المعاصرة. كان عمله في مجال تاريخ السينما (انظر أدناه) مؤثرًا على نحو خاص.

#### في السينما
كان برازياك مأخوذًا بالسينما، وفي عام 1935، شارك في كتابة تاريخ نقدي مفصل لذلك الوسط، تاريخ السينما (أعيد تحريره في 1943)، مع صهره موريس بارديش. ظل هذا العمل «أبرز تاريخ جمالي للأفلام لعقد على الأقل»، وعملًا كان ذو أثر كبير من خلال تأثيره على جورج سادول (الذي كره المؤلفين رغم ذلك) حتى سبعينيات القرن الماضي.
على عكس عدة أباء ونقاد آخرين في زمانه، لم يرَ برازياك السينما من منظور سياسي علني، رغم أن طبعة عام 1943 من كتابه ضمت تعليقات معادية للسامية غير موجودة في النسخة الأصلية. على الرغم من كونهما قوميين متحمسين ويؤمنان شخصيًا بأن لكل أمة وشعب سينما فريدة من نوعها، ركز المؤلفان بدلًا من ذلك على الاتجاهات الدولية بدلًا من الخصائص المحلية. تردد برازياك على دائرة السينما الخاصة بهنري لانغلوا. أذواقه الخاصة مفصّلة في كتاباته من هذه الفترة. تراوحت هذه الأذواق من السينما السوفييتية (المدمرة بوتمكين وألكسندر نيفسكي) إلى منتجي الأفلام تشارلي تشابلن، وجي. دبليو. بابست، ورينيه كلير، وجان رونوار، وبعض أفلام هوليوود التي أخرجها جون فورد وفرانك بورزاج وكينغ فيدور. كان برازياك منجذبًا إلى الأصالة واستكشف السينما الأجنبية، وصار أول ناقد كبير في فرنسا يتناول السينما اليابانية، أعمال ياسوجيرو أوزو وكينجي ميزوغوتشي وهاينوسوكي غوشو. عندما كان في السجن، عمل على إصدار ثالث من كتابه عن السينما وبدأ في إعداد عمل عن فالتساف كان يأمل في تصويره مع رايمو.

### السياسة ونشاطات زمن الحرب
صار محرر جو سوي بارتو، وهي صحيفة فاشية أسسها منشقون عن الحركة الفرنسية بقيادة بيير جاكسوت. انجذب برازياك إلى حركة ريكسيست الفاشية في بلجيكا، وكتب مقالًا وكتابًا لاحقًا عن قائد الحركة، ليون دوغريل. أُعجب برازياك بما اعتبره شباب دوغريل وكاريزمته وإصرار دوغريل على ألا يكون يمينًا ولا يسارًا ودعمه العمال المضربين وتشجيعه على حب الله والملك والأسرة ورغبته في أن يشهد تأسيس دولة مؤسسية متأثر بالمسيحية مناهضة للشيوعية ومعادية للرأسمالية. تعاون دوغريل مع الاحتلال الألماني لبلجيكا وخدم في فافن إس إس. كان برازياك متأثرًا جدًا بخوسيه أنتونيو بريمو دي ريفييرا وحركته الفلانخية. وعلى نقيض ذلك، وصف كتاب كفاحي بأنه «تحفة في القماءة» بدا فيها هتلر كأنه «مدرّس غاضب نوعًا ما».
كان برازياك جنديًا في عام 1940، وقبض عليه الألمان وأسروه لعدة أشهر بعد سقوط فرنسا. في محاكمته، زعم الادعاء العام أن إطلاق سراحه كان بسبب مقالات مناصرة للألمان كتبها عندما كان في الأسر. حُرر في بداية عام 1941وأعيد إلى منصبه محررًا لجو سوي بارتو. كتب في صالح النظام الفيشي لكنه تبنى لاحقًا سياسة محبة للألمان أكثر التزامًا تقتضي التعاون والتزام السياسات النازية وبدأ بانتقاد دولة فيشي. انضم إلى مجموعة من الأدباء والفنانين الفرنسيين في رحلة للقاء نظرائهم الألمان في فايمار وفي نوفمبر 1942 أيد عسكرة ألمانيا للمنطقة غير المحتلة (كيس أنتون) في ظل حكومة فيشي لأنها «أعادت توحيد فرنسا».
زار موقع مذبحة كاتين، وجاب الجبهة الشرقية، وزار فيلق المتطوعين الفرنسيين ضد البلشفية، وكتب، بعد عودته إلى فرنسا، أنه تحول من اعتناق التعاون بسبب العقل والعقلانية إلى التعاون لأسباب قلبية. نشر أسماء وعناوين اليهود الذين اختبأوا، وفي صيف 1944، وقع على المطالبة بالإعدام الموجز لجميع أعضاء المقاومة الفرنسية. اعتبر نفسه معاديًا «معتدلًا» للسامية واستبدل به في منصب محرر جو سوي بارتو عام 1943 بيير أنطوان كوستو الأكثر تطرفًا. كان عضوًا في مجموعة التعاون، وهي مبادرة شجعت على الروابط الحضارية الوثيقة بين فرنسا وألمانيا. عمل لصحف متعددة، بما فيها ريفولوسيون ناسيونيل ولو بوتي باريسيين. بعد تحرير باريس، اختبأ برازياك في علية، وكتب مازحًا في مفكرته: «لقد عاش اليهود في الخزائن لأربع سنوات، فلم لا أقلدهم؟» استسلم في 14 سبتمبر عندما سمع أن والدته اعتُقلت. قضى السنوات الخمس التالية في السجن وواصل مساعيه الأدبية في أثناء سجنه.

### محاكمته وإعدامه
حوكم برازياك في باريس يوم 19 يناير 1945. كان قاضي المحاكمة قد خدم في ظل فيشي. كرر المدعي العام معاداة بازياك الشديدة للسامية، وربط مدحه لألمانيا وإدانته لمقاومة مجازر الإس إس في فرنسا واستغل مشاعر الخوف من المثليين من خلال جذب انتباه المحلفين مرارًا وتكرارًا إلى مثلية الأديب الجنسية (المزعومة، ولكن نفاها أولئك الذين يعرفونه جيدًا) مشيرًا، في معرض كلامه، إلى أنه نام مع العدو ووافق على «اختراق» ألمانيا لفرنسا. من خلال فعله ذلك، صارت النيابة العامة تتغاضى عن كلام برازياك، إذ اقترح، مع اقتراب التحرير، أن فرنسا قد نامت مع ألمانيا وستتذكر التجربة بمحبة. حُكم على برازياك بالإعدام. رد برازياك على غضب بعض داعميه آنذاك في الحضور بقوله: «هذا مشرّف!».